# Secció de bàsquet del Futbol Club Barcelona
La secció de bàsquet del Futbol Club Barcelona va néixer el 24 d'agost de 1926, fet que el converteix en el club de bàsquet més antic de la Lliga ACB. És el primer club en nombre de títols de Catalunya, el segon d'Espanya i un dels de major prestigi d'Europa. La secció de bàsquet va viure els seus millors anys en les dècades dels '40 i dels 2000, en les quals va aconseguir diversos títols espanyols i europeus. El seu títol més preuat, no obstant això, l'Eurolliga (o Copa d'Europa), no el va aconseguir fins a la temporada 2002-2003, quan va guanyar la Final Four celebrada a la mateixa ciutat de Barcelona. El 9 de maig del 2010 guanyà la seva segona Eurolliga, celebrada a París. L'octubre d'aquell mateix any es convertí en el primer i únic campió d'Europa en aconseguir derrotar el campió regnant de l'NBA (Los Angeles Lakers), en partit oficial organitzat per l'NBA i l'Eurolliga i disputat al Palau Sant Jordi.
El FC Barcelona disputa els seus partits de bàsquet al Palau Blaugrana.

## Història

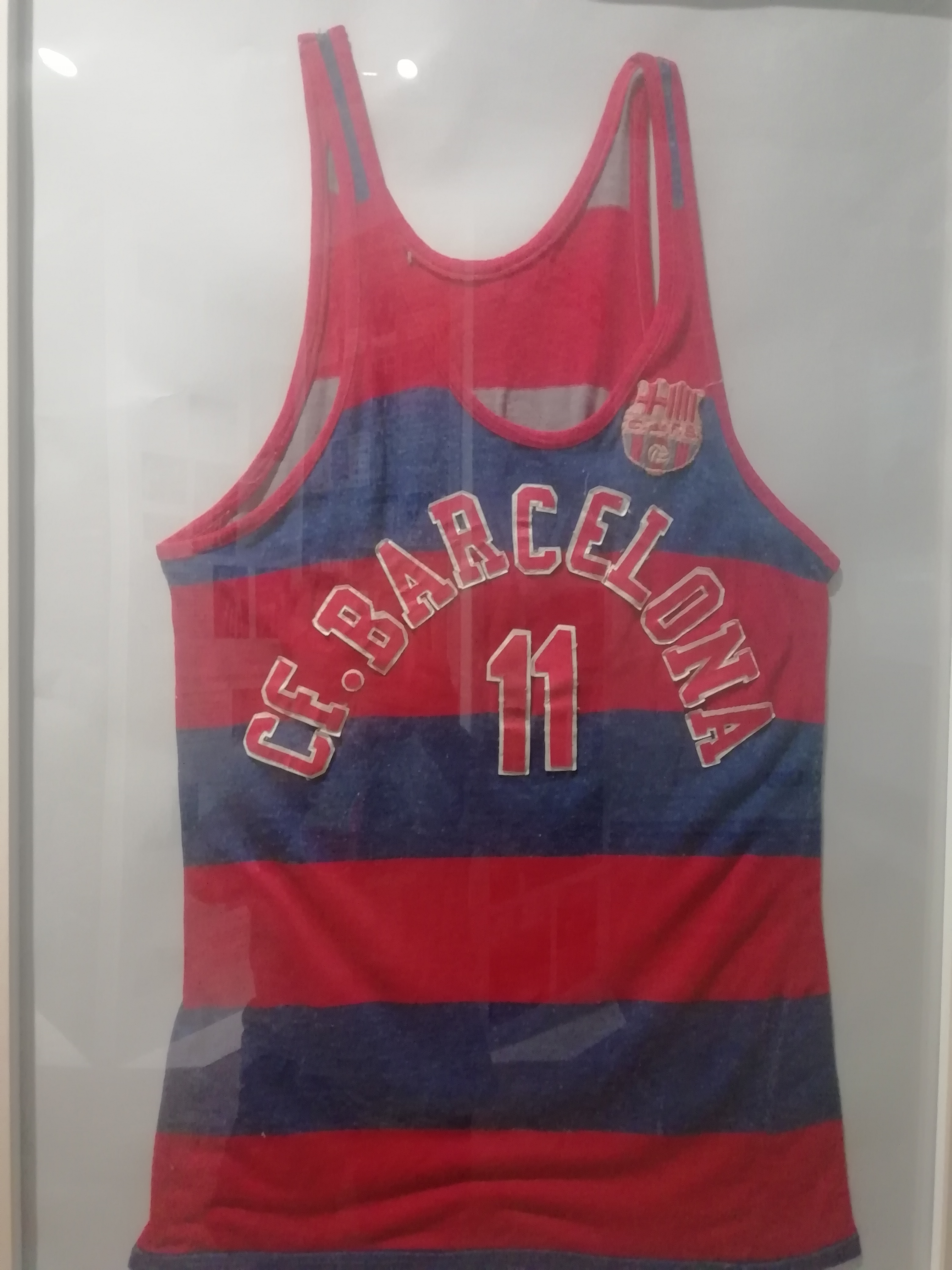
Samarreta de l'equip FC Barcelona.

La de bàsquet és la secció professional més poderosa del club, quant a pressupost i afició.

### Anys 20: els orígens
L'any 1923 es va jugar a Barcelona el primer Campionat de Catalunya de bàsquet. Un dels equips que va prendre part va ser el Barcelona Basket-Ball Club, que arribaria a la final (i la perdria contra el Patrie). Aquest Barcelona, que tot i el nom no tenia res a veure amb el Barça, té una vida efímera (només juga els tres partits d'aquesta competició i desapareix).
La secció de bàsquet del FC Barcelona va ser creada oficialment el 24 d'agost de 1926 per acord de la junta del club a proposta del directiu Pere Cusell, disputant el primer partit de la seva història el 19 de desembre d'aquell mateix any (Sants 2 Barça 2). Al febrer de 1927 el Barça començà a jugar els seus partits com a local en una pista descoberta i de terra al Sol de Baix, el complex esportiu del club on jugaven les seccions al barri de Les Corts (on actualment hi ha la plaça del Sol de Baix). Aquest 1927 l'equip disputà la seva primera competició oficial, participant en la cinquena edició del Campionat de Catalunya de bàsquet. En aquesta etapa inicial el millor resultat de l'equip és el subcampionat de Catalunya l'any 28, per darrere del Laietà BC, i la victòria al 1929 en la Copa Caprinet, un torneig que es va disputar acabat el Campionat de Catalunya però en el qual no van participar els equips més potents del moment (Laietà, Patrie, Espanyol i Europa). La tardor de 1929 neix l'equip de bàsquet femení.

### Anys 30: lluny dels millors
L'equip no guanyà cap títol en aquesta dècada en què el FC Barcelona continuava lluny del nivell dels millors equips de bàsquet catalans: el Société Patrie, l'Espanyol, el Juventus de Sabadell i l'Iluro de Mataró es reparteixen els títols. Els únics èxits de la secció en aquesta dècada són de caràcter menor, ja que arriben de la ma del segon equip blaugrana, que guanya el seu campionat tres anys seguits. L'any 1932 l'equip deixa el camp del Sol de Baix i es trasllada a una pista descoberta annexa al camp de les Corts, on s'hi estarà fins als anys 60. D'aquests primers anys del Barça cal destacar els jugadors Joan Carbonell i Josep Tomàs i la jugadora Antònia Borràs, que va ser la dona que va aconseguir que el club apostés per l'equip femení.També cal destacar la figura d'Esteve Ramis, jugador que va morir el 10 d'abril de 1930, als 24 anys, víctima d'una malatia pulmonar. Ramis, que en aquell moment jugava la seva primera temporada al Barça, havia estat internacional per Catalunya, com Carbonell i Tomàs. Cal destacar també la figura de Joan Trigo, el primer entrenador en la història de la secció (1929-1931).
La història dels anys inicials de la secció (antecedents inclosos), queda recollida en el llibre "Història del Barça de bàsquet, 1926-1940", de Francesc Fernandez, publicat per Editorial Base el 2023.

### Anys 40: la primera gran dècada
L'equip començà a tenir els seus primers grans èxits. Guanyà la primera lliga espanyola (que es jugà la temporada 1946-47 i no es va tornar a disputar fins una dècada més tard), 6 Copes del Generalísimo (1943, 1945, 1946, 1947, 1949, 1950) i quedà subcampió en una ocasió (1942), consolidant-se com el millor equip de Catalunya i un dels millors d'Espanya. La temporada 1946-47 és perfecta per a l'equip, que guanya totes les competicions que disputa: Campionat de Catalunya, Lliga espanyola, Copa del Generalísimo (l'antecedent de l'actual Copa del Rei) i el seu primer títol internacional, el Trofeu Ibèric a Lisboa superant Benfica, Real Madrid i Vasco da Gama de Porto. Val a dir que la Copa d'Europa no començaria a disputar-se fins a la temporada 1957-58. Aquell 46-47 l'equip és entrenat per Fernando Font i l'estrella és Eduard Kucharski. El Barça a més, acaba la temporada invicte, ja que guanya els 32 partits oficials que disputa.

### Anys 50: lent retrocés
Els 1950 foren una dècada pobra en títols en què l'Aismalíbar de Montcada i el Joventut de Badalona es convertiren en els millors equips catalans. La temporada 1956-1957 es va reprendre la Lliga espanyola amb la participació de sis equips entre els quals hi havia el FC Barcelona. L'equip quedà subcampió per darrere del Reial Madrid.
La temporada 1958-1959 l'equip aconseguí el segon "doblet" de la seva història en guanyar la Lliga espanyola i la Copa del Generalísimo (el primer havia estat el de la temporada 1946-47). D'aquesta època cal destacar com a jugadors Jordi Bonareu, Alfonso Martínez i Francesc (Nino) Buscató.

### Anys 60: la dècada ominosa
Aquesta fou la pitjor dècada en la història del F.C. Barcelona de bàsquet. No només no s'aconseguí cap títol, sinó que es produïren els dos pitjors episodis en la història de la secció.
L'estiu de 1961 el president del club Enric Llaudet, tot al·legant problemes econòmics causats pel deute que l'entitat arrossegava arran de la construcció del Camp Nou, va retirar l'equip de la primera divisió estatal; així doncs, la temporada 1961-62 el Barça va disputar el Campionat de Catalunya. Es va donar la baixa a tota la plantilla, però dos jugadors (Joan Canals i Andreu Valbuena), van decidir quedar-se com amateurs i jugar a categoria regional, fet pel qual el club els va atorgar la medalla d'argent de l'entitat. Tot i l'any allunyat de la màxima divisió del bàsquet espanyol, el club va mantenir el juvenil. Mesos més tard Llaudet reconsiderà la decisió davant la pressió social i el primer equip va ser readmès a la primera divisió la temporada següent. El Barça, però, queda molt debilitat, ja que decideix refer un equip amb gent de casa, fet que provoca que la temporada 62-63, la del retorn a l'elit, acabi cuer a primera i se salvi només per l'ampliació de la lliga. L'any següent (1963-64), l'equip fa una temporada molt dolenta a la lliga, penúltim del seu grup, fet que l'obliga a jugar una promoció de permanència ja que, de cara a la temporada 64-65, la Federació Espanyola de Bàsquet, havia decidit tornar a reduir el campionat de 14 a 8 equips. Tot i disputar aquesta promoció a Barcelona, el Barça baixa a segona divisió, on s'estarà una temporada (1964-65) abans de tornar a pujar, ja definitivament, a Primera de la ma de l'entrenador Eduad Portela. Aquesta situació d'incertesa i d'irregularitat, sumada a la desaparició d'altres equips catalans (Orillo Verde de Sabadell al 1961, RCD Espanyol al 62 i Aismalibar de Montcada al 1964) deixarà l'hegemonia del bàsquet estatal en mans del Reial Madrid, mentre a Catalunya el relleu el prenen el Joventut de Badalona i el Picadero Jockey Club.

### Anys 70: la transició i el creixement
La dècada dels anys 70 va suposar la dècada de la transició entre els ominosos anys 60 i els gloriosos 80. L'equip competí totes les temporades en primera divisió, va anar incrementant el seu nivell, i millorant les estructures de la secció. Un exemple és que el 1971 l'equip estrenà nova pista de joc, al Palau Blaugrana, considerat en el seu moment com un dels millors pavellons d'Europa. L'equip, amb l'arribada d'Antoni Serra i Illas a la banqueta, va millorar molt el nivell i se situà en l'elit del bàsquet espanyol, però els anys 70 seguiren essent dominats pel Reial Madrid, i el FC Barcelona quedà set vegades subcampió de Lliga. A més, el conjunt barceloní veié com el Joventut de Badalona continuava sent el conjunt català que aconseguia més títols de Lliga i Copa
La temporada 1974-1975 l'equip disputà la seva segona final europea (la primera havia estat la del Trofeu Ibèric a Lisboa, el 1947), però perdé la Copa Korac contra l'Squibb Cantú.
No fou fins a la temporada 1977-1978 que l'equip aconseguí de guanyar un nou títol: la seva vuitena Copa, ja anomenada Copa del Rei.

### Anys 80: la dècada prodigiosa
Els 1980 foren la millor dècada en la història del FC Barcelona de bàsquet. El president del club, Josep Lluís Núñez es decidí a potenciar al màxim la secció i aconseguí que l'equip es convertís en el millor d'Espanya i un dels millors d'Europa de la mà de l'entrenador Aíto García Reneses i jugadors com ara Epi, Chicho Sibilio, Audie Norris, Andrés Jiménez i Nacho Solozabal.
Com a curiositat històrica cal dir que els partits es disputaven al Palau Blau Grana, una bombonera per a 6.000 aficionats que retrunyien amb els seus càntics, i que feien que molts equips rivals ja estiguessin mentalitzats de perdre per més de 20 punts. A més en aquesta dècada era l'únic equip d'Europa que quan feia contraatacs buscava, en lloc de la fàcil safata tot sol contra tauler, les cistelles de 3 punts a causa de comptar a les seves files amb Epi i sobretot amb Sibilio, especialistes en aquest tipus de cistelles.
En aquesta dècada el Barça es convertí en el dominador del bàsquet espanyol en conquerir 6 Lligues (1981, 1983, 1987, 1988, 1989, 1990), 5 Copes del Rei (1981, 1982, 1983, 1987, 1988), 1 Copa Príncep d'Astúries, i 6 Lligues catalanes.
A més, el Barcelona guanyà els seus primers títols internacionals en conquerir dues Recopes (1985 i 1986), una Copa Korac (1987) i un Mundial de Clubs (1985). Mostra del prestigi internacional que va aconseguir l'equip és que va ser dues vegades convidat en aquesta dècada (els anys 1989 i 1990) a participar en l'Open McDonald's.
L'única assignatura pendent de l'equip en aquesta dècada fou la Copa d'Europa, la qual no aconseguí guanyar malgrat disputar-ne dues vegades la final: el 1984 perdé la final davant el Banco Di Roma, i en la temporada 1989-1990 perdé davant la Jugoplastika Split.

#### Decepció a Ginebra
El 1984 el FC Barcelona afrontava per primera vegada en la seva història la final de la Copa d'Europa a la ciutat de Ginebra (Suïssa), el torneig més prestigiós del bàsquet europeu, el cinc inicial del conjunt blaugrana dirigit per Antoni Serra va ser el següent: Solozábal, Epi, Sibilio, de la Cruz i Marcellus Starks. Davant hi havia un altre debutant en finals europees, el Banco di Roma. La primera part va ser un recital blaugrana, tal és així que al final de la primera part, el Barcelona tenia un avantatge de 14 punts. Però tot va canviar en la segona meitat, el Banco di Roma va remuntar el desavantatge gràcies en gran part a la gran aportació del base nord-americà Larry Wright, el Barça va patir la punteria de l'hàbil base, i va acusar la mala actuació de Chicho Sibilio que només va aportar 4 punts. Els 23 punts de l'MVP de la final: Juan Antonio San Epifanio no van ser suficients per alçar l'anhelada copa, que finalment es va emportar el conjunt italià. Aquell dia va començar una llarga maledicció del Barça a la Copa d'Europa, que va durar 19 anys.

### Anys 90: consolidació a l'elit
L'equip es consolidà com el millor equip d'Espanya i un dels millors d'Europa, tot i que els 90 no van ser tan prolífics en títols com la dècada anterior. Tot i així, l'equip guanyà 4 Lligues (1995, 1996, 1997, 1999), 2 Copes (1991, 1994), 1 Copa Korac (1999) i 2 Lligues Catalanes. Però el balanç de la dècada quedà entelat per l'assignatura pendent que seguia tenint el club, i que semblava impossible d'aprovar: la Copa d'Europa. El FC Barcelona no aconseguí guanyar-tot i jugar tres finals més (1991, 1996 i 1997), i ser l'equip europeu que més vegades (6) havia participat en la Final Four.

### Anys 2000: per fi l'Eurolliga
Els anys 2000 començaren amb la pèrdua de la Lliga contra el Reial Madrid al Palau Blaugrana i l'eliminació en semifinals de l'Eurolliga contra el Maccabi Tel Aviv. L'any següent l'equip es rescabalà i, de la mà del jove Pau Gasol, guanyà la Lliga i la Copa. Aquell estiu el de Sant Boi de Llobregat decidí anar a jugar a l'NBA, un dels motius del fracàs de la següent temporada, en la qual no s'aconseguí cap títol i es decidí de destituir l'entrenador Aíto García Reneses i canviar-lo serbi Svetislav Pešić.
La temporada 2002-2003 fou la de major glòria per a la secció: amb un quintet format per Sarunas Jasikevicius, Juan Carlos Navarro, Dejan Bodiroga, Gregor Fucka i Roberto Dueñas, s'aconseguí per fi l'anhelada Eurolliga contra la Benetton Treviso al Palau Sant Jordi, títol que se sumà a la Lliga i la Copa, aconseguint d'aquesta manera un històric triplet.
La següent temporada, amb la base de la plantilla intacta, excepte per la marxa de Jasikevicius, l'equip aconseguí la Lliga en una final ajustada contra l'Estudiantes de Madrid.
La temporada 2004-2005 fou un fracàs absolut per la secció: es destituí Pešić, substituït primer per Joan Montes i per Manolo Flores més tard, i l'equip caigué en quarts de final de la Lliga i al Top 16 de l'Eurolliga. Aquell estiu es decidí fitxar l'entrenador del Baskonia, Duško Ivanović, i la figura de l'equip Dejan Bodiroga decidí abandonar la plantilla.

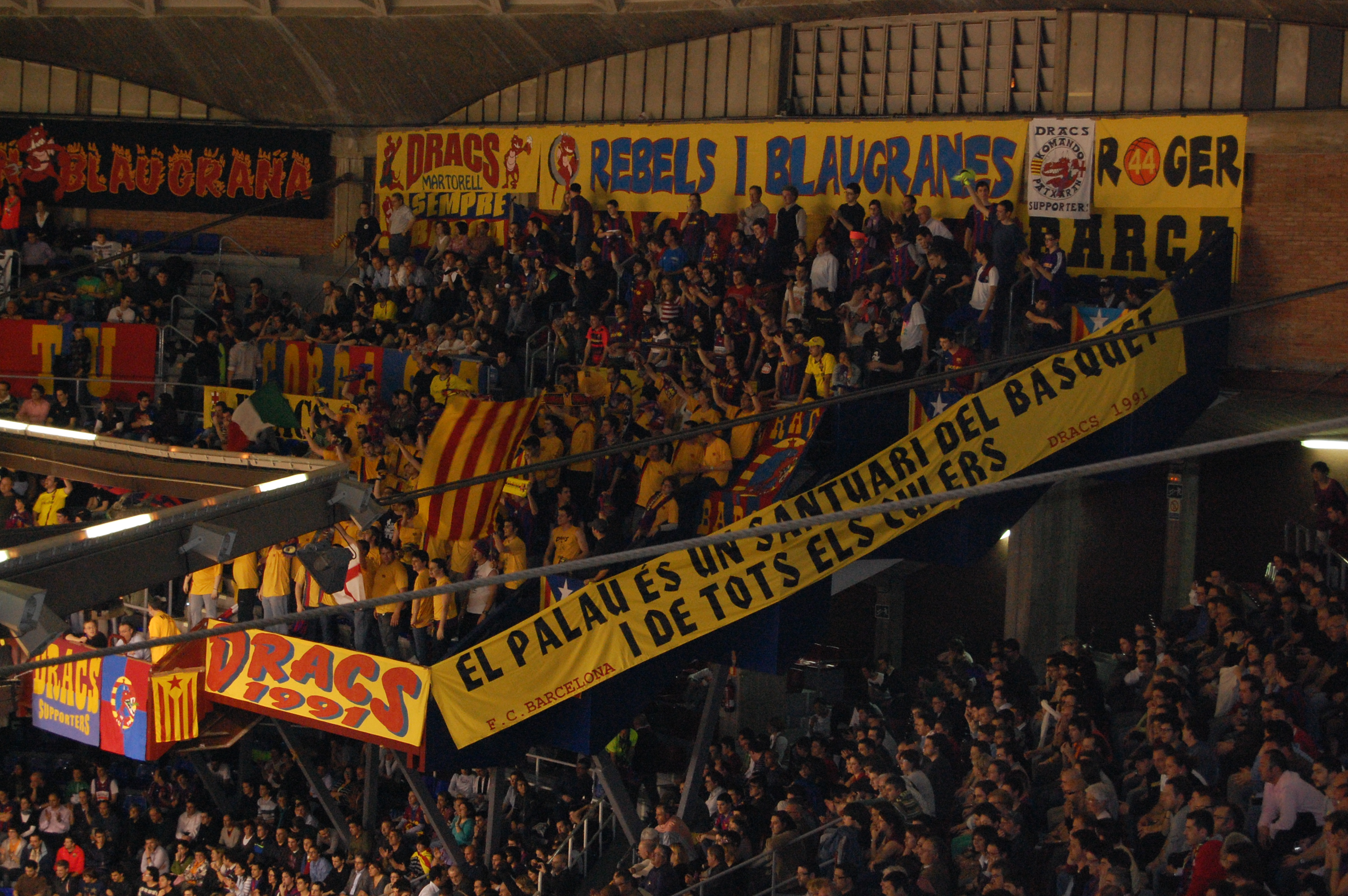
Els "Dracs", animant l'equip.

La primera temporada del nou projecte no va ser satisfactòria: caiguda en semifinals de Lliga i d'Eurolliga i la temporada acabà sense títols. La 2006-2007 no va ser de més èxit, tot i conquerir la Copa del Rei davant el Reial Madrid, ja que es caigué en semifinals de Lliga i en quarts de final de l'Eurolliga contra l'Unicaja Màlaga. Fou la següent temporada la de l'adéu definitiu d'Ivanovic de la banqueta culer, quan va ser destituït després d'unes polèmiques declaracions qüestionant la qualitat de la plantilla. Es decidí que Xavier Pascual fos el seu substitut, i en 4 mesos, aconseguí de redreçar el rumb de l'equip i arribar a la Final de l'ACB, tot i que la va perdre davant el Baskonia.
La temporada 2008-2009 s'aconseguí, després de 5 anys sense, la Lliga, gràcies en part al retorn del jugador Juan Carlos Navarro, que havia marxat a l'NBA la temporada anterior. En Eurolliga, tot i portar una trajectòria pràcticament immaculada en la competició, l'equip va caure en semifinals davant el CSKA Moscou.
La temporada 2009-2010, el Barça aconseguí davant el Reial Madrid la Copa del Rei i el 9 de maig, a París, aconseguí la segona Eurolliga de la seva història eliminant el CSKA Moscou en semifinals i l'Olympiacos en la final per un contundent 86-68. Juan Carlos Navarro va ser-ne escollit MVP. El quintet titular de la final fou: Ricky Rubio, Juan Carlos Navarro, Pete Mickeal, Erazem Lorbek i Boniface N'Dong. El FC Barcelona va dominar des del principi del partit, amb un lleu sotrac a l'inici del tercer quart en què l'Olympiacos es va arribar a posar a 5 punts però aviat ho va solucionar amb un gran Navarro. L'equip no va poder repetir el triplet de l'any 2003 a causa de la sorprenent derrota a la final de l'ACB davant el Baskonia per 0-3.

### Anys 2010: llums i ombres
La temporada 2010-2011 el Barça va guanyar la Supercopa ACB vencent el València BC a la final per 63-83. Juan Carlos Navarro va ser escollit MVP. Aquell any el Barça també va guanyar la Copa del Rei vencent a la final al Reial Madrid pel resultat de 60-68. L'MVP d'aquella final fou Alan Anderson. A més a més, el FC Barcelona també va guanyar la lliga ACB jugant la final contra el Bilbao Basket. L'MVP de la final va ser la "Bomba" Navarro. Aquell any el Barça no va assolir la Final Four de l'Eurolliga que es va disputar a Barcelona.
La temporada 2011-2012 va començar amb la victòria del FC Barcelona a la Supercopa ACB. Navarro va aconseguir l'MVP. Tot i això, el Barça no va poder alçar la Copa del Rei que va caure en mans del Reial Madrid. El Barça va guanyar la Lliga ACB contra el Reial Madrid amb un resultat global de 3-2. L'MVP d'aquella final va ser l'aler pivot eslovè Erazem Lorbek. Aquell any, el FC Barcelona sí que va assolir la Final Four disputada al pavelló Sinan Erdem Arena, situat a Istanbul. Aquella temporada el Barça va quedar tercer de l'Eurolliga perdent la semifinal contra l'Olympiacos BC i guanyant a la final de consolació al Panathinaikos.
La temporada 2012-2013 va començar amb un Reial Madrid molt fort guanyant la Supercopa ACB, tot i que va perdre contra el Barça als quarts de final de Copa del Rei, en un partit amb dues pròrrogues que va acabar amb un resultat molt alt. Finalment aquella copa la va guanyar el FC Barcelona vencent al València BC a la final. Pete Mickael fou l'MVP d'aquella Copa del Rei. El Barça va arribar a la final, però va perdre contra el Reial Madrid la final de l'ACB disputada a 5 partits. El FC Barcelona va arribar també a la Final Four disputada a l'O2 Arena de Londres i va quedar quart perdent a les semifinals contra el Reial Madrid i a la final de consolació contra el CSKA de Moscou.
La temporada 2013-2014 va començar un pèl decebedorament per al Barça, ja que s'havia reforçat molt. Jacob Pullen, Joey Dorsey, Maciej Lampe, Bostjan Nachbar, Kostas Papanikolaou a més a més de la incorporació al primer equip de Mario Hezonja van ser les incorporacions. Es va perdre la Supercopa ACB i la Copa del Rei contra el Reial Madrid. El segon per un resultat de 72-73 amb un buzzer-beater de Sergi Llull. Va arribar la Final Four disputada al Mediolanum Forum de Milà on el Barça va fer un dels ridículs més espantosos en molt temps en perdre per 62-100 contra el Reial Madrid. Tot i això, va quedar tercer d'aquesta Eurolliga en vèncer el CSKA a la final de consolació. Tot i aquest ridícul el Barça va sortir enfortit i va guanyar la lliga ACB contra el Reial Madrid en 4 partits. Juan Carlos Navarro fou escollit MVP de la final.
Durant la temporada 2014-15 el Barça arriba a la final de la Supercopa, la lliga i la Copa. A més, assoleix per segon any consecutiu la Final Four, on torna a quedar eliminat per segon any consecutiu davant del Reial Madrid.
La temporada 2015-16 fou l'última amb Xavi Pascual d'entrenador, després de no aconseguir cap títol. No obstant això, l'equip blaugrana arribà a les finals de l'ACB, on va caure 3-1 contra el Reial Madrid.
La temporada 2016-17 s'inicia amb la presentació el 8 de juliol del nou entrenador, Georgios Bartzokas. El Barça també va contractar diversos jugadors per cobrir les baixes de Tomas Satoransky i Àlex Abrines a l'NBA. La temporada s'inicia amb el subcampionat de la Supercopa ACB, després de caure derrotats a la final contra el Gran Canaria. A la Copa del Rei, l'equip va ser eliminat a semifinals en perdre contra el València BC per 67-76. A l'Eurolliga, que estrenà nou format de lliga a doble volta amb 16 equips, el Barça no es classificà entre els vuit primers i, per tant, quedà fora de la lluita pel títol. A l'ACB, el Barça va quedar sisè de la lliga regular, i van quedar eliminats a la primera eliminatòria de playoffs pel València BC. L'equip va quedar exclòs de la Supercopa d'Espanya per primer cop des que se'n renovà el format l'any 2004. Al final de temporada, l'entrenador Bartzokas fou destituït.
La temporada 2017-18, comença amb Sito Alonso com a entrenador, i amb les baixes de jugadors com Munford, Renfroe, Perperoglou, Doellman i Oleson. D'altra banda, es van contractar jugadors com Thomas Heurtel, Adrien Moerman, Pierre Oriola, Phil Pressey, Rakim Sanders, el retorn del canterà Marc Garcia, Kevin Seraphin, Adam Hanga i Rodions Kurucs. El 6 de febrer de 2018, de tan sols set mesos com a entrenador, Alonso és destituït degut als mals resultats (de 40 partits dirigits, 21 derrotes i 19 victòries), uns números que en aquest moment de la temporada eren els pitjors dels últims 41 anys. El 9 de febrer de 2018 i després de 15 anys de la seva primera experiència al Barça, torna Svetislav Pešić com a entrenador. El 18 de febrer de 2018, el Barça guanya per 90-92 la final de la Copa del Rei de bàsquet davant del Reial Madrid, amb Thomas Heurtel com a MVP.
La temporada 2018-19 es revalida el títol de la Copa del Rei després de vèncer, el 17 de febrer de 2019, al Reial Madrid de nou a la final, i també amb Thomas Heurtel com a MVP.
La temporada 2019-2020 el Barça fitxa Àlex Abrines (que torna de l'NBA), Brandon Davies, Cory Higgins i Nikola Mirotić. Tot i això, no s'assoleix cap títol després que el Barça quedés eliminat als quarts de final de la Copa del Rei i de perdre l'ACB davant del Saski Baskonia a partit únic en una Fase Final Excepcional a causa de la pandèmia de la COVID-19. La mencionada pandèmia també va obligar a cancel·lar l'Eurolliga, on el Barça estava classificat en tercera posició i tenia la classificació matemàtica per als playoffs.

### Anys 2020

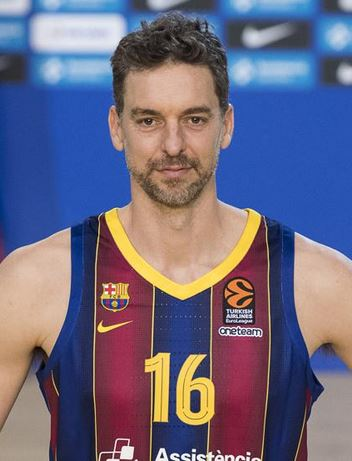
Pau Gasol abans de retirar-se, va tornar a competir el 2021 al Barça, el club que el va formar abans d'anar a l'NBA

La temporada 2020-21 s'inicia amb la baixa destacada d'Ante Tomić, que ficha pel Club Joventut Badalona després de 8 anys al Barça, i el relleu de Svetislav Pešić per Šarūnas Jasikevičius a la banqueta. L'equip va perdre la Supercopa ACB després de perdre per 72-67 davant del Reial Madrid. Cinc mesos després, però, el Barça derrotà l'equip madrileny al seu camp a la Copa del Rei per 73-88. Després de guanyar la Copa del Rei, es confirma la tornada de Pau Gasol al Barça per al tram final de temporada, 20 anys després d'anar a l'NBA. La temporada va acabar amb el subcampionat de l'Eurolliga, perduda davant l'Anadolu Efes per 86-81 i el títol de la Lliga ACB davant del Reial Madrid, un trofeu que no aconseguia des del 2014.
La temporada 2021-22 comença amb la derrota a la final de la Supercopa ACB per 83-88 contra el Reial Madrid. El Barça, però, es va revenjar en guanyar la Copa del Rei per 64–59. Pel que fa a la Lliga ACB, el Barça va arribar a les finals del playoff, però va perdre el títol, de nou, davant del Reial Madrid. A l'Eurolliga, el Barça es va tornar a classificar per la Final Four, però va caure a quarts de final davant del Reial Madrid per 83-86.
El 29 agost de 2022 l'equip es posa en marxa per preparar la temporada 2022-23, mentre es disputa l'Eurobasket 2022. Les novetats d'aquesta temporada són el retorn d'Oriol Paulí, i els fitxatges Nikola Kalinic, Oscar da Silva, Mike Tobey, Jan Vesely. L'equip va perdre la Supercopa ACB a la final davant del Reial Madrid per 89-83, i va caure eliminat a quarts de final de la Copa del Rei per 87-89 davant l'Unicaja de Màlaga. No obstant això, l'equip va guanyar la Lliga ACB després de derrotar a la final el Reial Madrid. A l'Eurolliga, l'equip va arribar a la Final Four, però va quedar eliminat a semifinals després de perdre per 78-66 contra el Reial Madrid.

## Denominacions per patrocini
- FC Barcelona Banca Catalana (1989–1998)
- Winterthur FC Barcelona (2004–2007)
- AXA FC Barcelona (2007–2008)
- Regal FC Barcelona (2008–2011)
- FC Barcelona Regal (2011–2013)
- FC Barcelona Lassa (2015–2019)

## Plantilla 2024-2025
Nota: Hi ha jugadors que poden tenir més d'una nacionalitat.
- Altres membres del cos tècnic:
  -  Toni Caparrós (preparador físic)
  -  Dr. Gil Rodas (metge)
  -  Xavier Montolio (delegat)
  -  Toni Bové (fisioterapeuta)
  -  Eduard Torrent (massatgista)

### Plantilles d'anys anteriors
- Plantilla de la temporada 2019-2020
- Plantilla de la temporada 2018-2019
- Plantilla de la temporada 2011-2012
- Plantilla de la temporada 2010-2011
- Plantilla de la temporada 2009-2010
- Plantilla de la temporada 2008-2009
- Plantilla de la temporada 2006-2007
- Plantilla de la temporada 2005-2006
- Plantilla de la temporada 2004-2005

### Plantilla del segon equip
El Barça Lassa "B" és un equip de bàsquet que competeix a la LEB Or, la segona competició nacional, sent l'equip filial del Futbol Club Barcelona.

## Palmarès

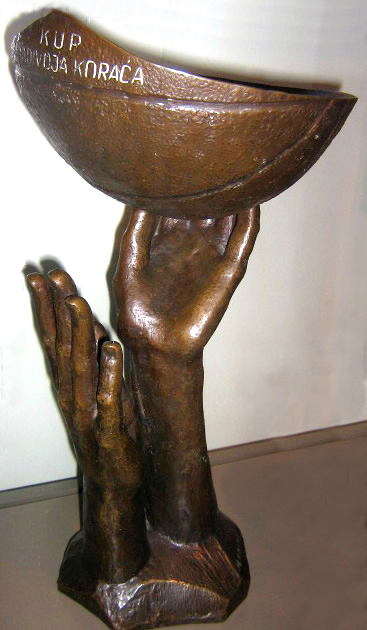
Copa Korać al Museu del FC Barcelona

### Internacionals (10)
- 2 Copes d'Europa/Eurolligues: 2002-2003, 2009-2010
- 2 Recopes d'Europa/Copes Saporta: 1984-1985, 1985-1986
- 2 Copes Korac: 1986-1987, 1998-1999
- 1 Supercopa d'Europa: 1986-1987
- 2 Copes del torneig internacional ACB: 1983-84, 1986-87
- 1 Mundial de Clubs: 1984-1985

### Estatals (55)
- 21 Lligues espanyoles/Lligues ACB: 1946-47, 1958-1959, 1980-1981, 1982-1983, 1986-1987, 1987-1988, 1988-1989, 1989-1990, 1994-1995, 1995-1996, 1996-1997, 1998-1999, 2000-2001, 2002-2003, 2003-2004, 2008-2009, 2010-2011, 2011-2012, 2013-2014, 2020-2021, 2022-2023
- 27 Copes espanyoles/Copes del Rei: 1942-1943, 1944-1945, 1945-1946, 1946-1947, 1948-1949, 1949-1950, 1958-1959, 1977-1978, 1978-1979, 1979-1980, 1980-1981, 1981-1982, 1982-1983, 1986-1987, 1987-1988, 1990-1991, 1993-1994, 2000-2001, 2002-2003, 2006-2007, 2009-2010, 2010-2011, 2012-2013, 2017-2018, 2018-2019, 2020-2021, 2021-2022
- 6 Supercopes espanyoles: 1987-88, 2004, 2009, 2010, 2011, 2015
- 1 Torneig Ibèric: 1947
- 1 Copa Príncep d'Astúries: 1987-88

### Nacionals (39)
- 24 Lligues catalanes: 1980-1981, 1982-1983, 1983-1984, 1984-1985, 1985-1986, 1989-1990, 1993-1994, 1995-1996, 2000-2001, 2001-2002, 2004-2005, 2009, 2010-2011, 2011-2012, 2012-2013, 2014, 2015, 2016, 2017, 2019, 2022, 2023
- 9 Campionats de Catalunya: 1942, 1943, 1945, 1946, 1947, 1948, 1950, 1951, 1955
- 2 Trofeu Vicente Bosch: 1954, 1956
- 4 Copa Barcelona-Trofeu General Orgaz: 1941-42, 1942-43, 1943-44, 1948-49

## Jugadors destacats
- Joan Ferrando
- Joan 'Nelo' Carbonell
- Miquel Carreras
- Pere Carreras
- Eduard Kucharski
- Jordi Bonareu
- Jordi Parra
- Alfonso Martínez
- Francesc Buscató
- Jeff Ruland
- Norman Carmichael
- Manolo Flores
- Juan Domingo De la Cruz
- Joaquim Costa
- Joan Creus
- Pedro César Ansa
- Juan Antonio San Epifanio
- Nacho Solozábal
- Chicho Sibilio
- Audie Norris
- Xavier Crespo
- Manel Bosch
- Andrés Jiménez
- Arturas Karnisovas
- Sasha Djorjevic
- José Antonio Montero
- Xavi Fernàndez
- Roger Esteller
- Roberto Dueñas
- Pau Gasol
- Marc Gasol
- Juan Carlos Navarro
- Rodrigo de la Fuente
- Fran Vázquez
- David Andersen
- Pete Mickeal
- Ante Tomic
- Dejan Bodiroga
- Sarunas Jasikevicius
- Jaka Lakovic
- Nikola Mirotić
- Ricky Rubio
- Erazem Lorbek

### Números retirats
- 4 Andrés Jiménez, AP, 1986–1998
- 7 Nacho Solozábal, B, 1978–1994
- 11 Juan Carlos Navarro, E, 1997–2007, 2008–2018
- 12 Roberto Dueñas, P, 1996–2005
- 15 Epi, A, 1979–1995

## Entrenadors
- Xabier Añua (1968-1972)
- Willy Ernst (1972-1973)
- Vicente Sanjuán Arentegui (1973-1974)
- Ranko Zeravica (1974-1976)
- Todor Lazic (1976-1977)
- Eduard Kucharski (1977-1979)
- Antoni Serra (1979-1985)
- Aíto García Reneses (1985-1990)
- Bozidar Maljkovic (1990-1992)
- Aíto García Reneses (1992-1997)
- Manel Comas (1997-1998)
- Aíto García Reneses (1998-2001)
- Svetislav Pešić (2001-2003)
- Joan Montes i Manolo Flores (2004-2005)
- Duško Ivanović (2005-2008)
- Xavi Pascual (2008-2016)
- Georgios Bartzokas (2016-2017)
- Sito Alonso (2017-2018)
- Svetislav Pešić (2018-2020)
- Šarūnas Jasikevičius (2020-2023)
- Roger Grimau (2023-2024)
- Joan Penyarroya (2024-)

## Altres dades d'interès
- Núm. de vegades que s'ha aconseguit el triplet (ACB, Eurolliga i Copa del Rei): 1 (2002/03)
- Temporades a l'ACB: 41 (68 en els altres formats)
- Màxima puntuació en un partit: FC Barcelona 147-106 Cajabilbao (1986/1987)
- Major diferència de punts:74. FC Barcelona 128-54 Mataró (1972/1973)
- Major diferència de punts en contra: Real Madrid CF 125-65 FC Barcelona (1973) i Real Madrid CF 138-78 FC Barcelona (1977)
- Jugador amb més partits: Navarro (689)[6]
- Jugador amb més minuts: Navarro (16.031)[6]
- Jugador amb més punts: Epi (7.028)
- Jugador amb més assistències: Navarro (1.637)[6]
- Jugador amb més rebots: Roberto Dueñas (2.113)
- Jugador amb més taps: Roberto Dueñas (266)
- Jugador amb més triples: Navarro (1.179)[6]
- Jugador amb més recuperacions: Solozábal (611)

## Penyes
- Dracs 1991 Supporters Palau Blaugrana
- Sang Culé
- Penya Meritxell

## Temporades
| Temp.   | Lliga | Lliga      | Lliga | Lliga         | Lliga         | Lliga    | Lliga              | Copa            | Competició Europea | Competició Europea | Competició Europea                         | Altres | Altres | Altres | Altres | Altres |
| Temp.   | N     | Lliga      | Pos.  | Lliga Regular | Lliga Regular | Play-Off | Play-Off           | Copa            | Competició Europea | Competició Europea | Competició Europea                         | Altres | Altres | Altres | Altres | Altres |
| Temp.   | N     | Lliga      | Pos.  | Pos.          | V-D           | V-D      | Play-Off           | Copa            | N                  | Competició         | Resultat                                   | CI     | SCE    | SCA    | CPA    | LC     |
| ------- | ----- | ---------- | ----- | ------------- | ------------- | -------- | ------------------ | --------------- | ------------------ | ------------------ | ------------------------------------------ | ------ | ------ | ------ | ------ | ------ |
| 1956-57 | 1     | 1a Divisió | 2     |               | 7-3           |          |                    | Quart           |                    |                    |                                            |        |        |        |        | 3r     |
| 1957-58 | 1     | 1a Divisió | 8     |               | 4-14          |          |                    |                 |                    |                    |                                            |        |        |        |        |        |
| 1958-59 | 1     | 1a Divisió | 1     |               | 20-2          |          |                    | Campió          |                    |                    |                                            |        |        |        |        |        |
| 1959-60 | 1     | 1a Divisió | 6     |               | 11-11         |          |                    | Semifinals      | 1                  | Copa d'Europa      | Quarts de final                            |        |        |        |        |        |
| 1960-61 | 1     | 1a Divisió | 3     |               | 15-7          |          |                    | Finalista       |                    |                    |                                            |        |        |        |        |        |
| 1961-62 |       |            |       |               |               |          |                    |                 |                    |                    |                                            |        |        |        |        |        |
| 1962-63 | 1     | 1a Divisió | 11    | 6 (grup B)    | 0-10          | 2-0      | fase perm.         |                 |                    |                    |                                            |        |        |        |        |        |
| 1963-64 | 1     | 1a Divisió | 12    | 6 (grup B)    | 4-8           | 2-3      | promoció           |                 |                    |                    |                                            |        |        |        |        |        |
| 1964-65 | 2     | 2a Divisió | 1     | 1 (grup 6)    | 20-2          | 7-0      | fase final         |                 |                    |                    |                                            |        |        |        |        |        |
| 1965-66 | 1     | 1a Divisió | 5     |               | 8-10          |          |                    | Quart           |                    |                    |                                            |        |        |        |        |        |
| 1966-67 | 1     | 1a Divisió | 7     |               | 9-11          |          |                    | Quarts de final |                    |                    |                                            |        |        |        |        |        |
| 1967-68 | 1     | 1a Divisió | 8     |               | 6-14          |          |                    |                 |                    |                    |                                            |        |        |        |        |        |
| 1968-69 | 1     | 1a Divisió | 7     |               | 8-1-13        |          |                    | Quarts de final |                    |                    |                                            |        |        |        |        |        |
| 1969-70 | 1     | 1a Divisió | 6     |               | 11-11         |          |                    | Quarts de final |                    |                    |                                            |        |        |        |        |        |
| 1970-71 | 1     | 1a Divisió | 6     |               | 11-11         |          |                    | Quarts de final |                    |                    |                                            |        |        |        |        |        |
| 1971-72 | 1     | 1a Divisió | 2     |               | 19-3          |          |                    | Semifinals      |                    |                    |                                            |        |        |        |        |        |
| 1972-73 | 1     | 1a Divisió | 3     |               | 22-2-6        |          |                    | Quarts de final | 3                  | Copa Korac         | Semifinals                                 |        |        |        |        |        |
| 1973-74 | 1     | 1a Divisió | 2     |               | 22-2-4        |          |                    | Semifinals      | 3                  | Copa Korac         | Fase de Grups                              |        |        |        |        |        |
| 1974-75 | 1     | 1a Divisió | 2     |               | 19-3          |          |                    | Semifinals      | 3                  | Copa Korac         | Finalista                                  |        |        |        |        |        |
| 1975-76 | 1     | 1a Divisió | 2     | 2             | 18-4          | 5-5      | fase final         | Semifinals      | 3                  | Copa Korac         | Fase de Grups                              |        |        |        |        |        |
| 1976-77 | 1     | 1a Divisió | 2     |               | 20-1-1        |          |                    | Finalista       |                    |                    |                                            |        |        |        |        |        |
| 1977-78 | 1     | 1a Divisió | 3     |               | 19-3          |          |                    | Campió          | 2                  | Recopa             | Semifinals                                 |        |        |        |        |        |
| 1978-79 | 1     | 1a Divisió | 2     |               | 17-5          |          |                    | Campió          | 2                  | Recopa             | Semifinals                                 |        |        |        |        |        |
| 1979-80 | 1     | 1a Divisió | 2     |               | 19-3          |          |                    | Campió          | 2                  | Recopa             | Semifinals                                 |        |        |        |        |        |
| 1980-81 | 1     | 1a Divisió | 1     |               | 23-3          |          |                    | Campió          | 2                  | Recopa             | Finalista                                  |        |        |        |        | C      |
| 1981-82 | 1     | 1a Divisió | 2     |               | 24-2          |          |                    | Campió          | 1                  | Copa d'Europa      | Quart                                      |        |        |        |        | C      |
| 1982-83 | 1     | 1a Divisió | 1     |               | 25-1          | 1-0      | desempat pel títol | Campió          | 2                  | Recopa             | Fase de Grups                              |        |        |        |        | C      |
| 1983-84 | 1     | ACB        | 2     | 2 (A1)        | 24-4          | 5-3      | F                  | Finalista       | 1                  | Copa d'Europa      | Finalista                                  |        |        |        |        | C      |
| 1984-85 | 1     | ACB        | 3     | 2 (A1)        | 23-5          | 3-2      | SF                 | Tercer          | 2                  | Recopa             | Campió                                     | 4t     |        |        |        | C      |
| 1985-86 | 1     | ACB        | 2     | 2 (A1)        | 23-5          | 5-3      | F                  | Tercer          | 2                  | Recopa             | Campió                                     | C      |        |        |        | C      |
| 1986-87 | 1     | ACB        | 1     | 1 (A1)        | 23-5          | 8-2      | C                  | Campió          | 3                  | Copa Korac         | Campió                                     |        | C      |        | QF     | F      |
| 1987-88 | 1     | ACB        | 1     | 1 (A1)        | 23-5          | 8-4      | C                  | Campió          | 1                  | Copa d'Europa      | Cinquè                                     | F      |        | C      | C      | F      |
| 1988-89 | 1     | ACB        | 1     | 1 (grup I)    | 30-6          | 8-2      | C                  | Finalista       | 1                  | Copa d'Europa      | Quart                                      |        |        |        | F      | F      |
| 1989-90 | 1     | ACB        | 1     | 1 (grup I)    | 27-9          | 8-0      | C                  | Quarts de final | 1                  | Copa d'Europa      | Finalista                                  |        |        |        |        | C      |
| 1990-91 | 1     | ACB        | 2     | 2             | 26-8          | 8-5      | F                  | Campió          | 1                  | Copa d'Europa      | Finalista                                  |        |        |        | SF     | F      |
| 1991-92 | 1     | ACB        | 7     | 6             | 24-10         | 2-2      | QF                 | Quart           | 1                  | Lliga Europea      | Quarts de final                            |        |        |        |        | F      |
| 1992-93 | 1     | ACB        | 3     | 3             | 23-8          | 6-3      | SF                 | Quarts de final | 3                  | Copa Korac         | Semifinals                                 |        |        |        |        | F      |
| 1993-94 | 1     | ACB        | 2     | 2             | 21-7          | 7-5      | F                  | Campió          | 1                  | Lliga Europea      | Quart                                      |        |        |        |        | C      |
| 1994-95 | 1     | ACB        | 1     | 1             | 30-8          | 8-4      | C                  | Quarts de final | 1                  | Lliga Europea      | Fase de Grups                              |        |        |        |        | F      |
| 1995-96 | 1     | ACB        | 1     | 1             | 30-8          | 8-3      | C                  | Finalista       | 1                  | Lliga Europea      | Finalista                                  |        |        |        |        | C      |
| 1996-97 | 1     | ACB        | 1     | 2             | 27-7          | 9-5      | C                  | Semifinals      | 1                  | Eurolliga          | Finalista                                  |        |        |        |        | SF     |
| 1997-98 | 1     | ACB        | 4     | 5             | 21-13         | 3-4      | SF                 | Quarts de final | 1                  | Eurolliga          | Vuitens de Final (2-1 vs CSKA Moscou)      |        |        |        |        | SF     |
| 1998-99 | 1     | ACB        | 1     | 1             | 26-8          | 9-0      | C                  | Semifinals      | 3                  | Copa Korac         | Campió                                     |        |        |        |        | SF     |
| 1999-00 | 1     | ACB        | 2     | 1             | 26-8          | 8-6      | F                  | Semifinals      | 1                  | Eurolliga          | Quart                                      |        |        |        |        | SF     |
| 2000-01 | 1     | ACB        | 1     | 1             | 29-5          | 9-0      | C                  | Campió          | 1                  | Eurolliga          | Vuitens de final (2-0 vs Benetton Treviso) |        |        |        |        | C      |
| 2001-02 | 1     | ACB        | 3     | 1             | 27-7          | 4-4      | SF                 | Finalista       | 1                  | Eurolliga          | Segona Fase de Grups                       |        |        |        |        | C      |
| 2002-03 | 1     | ACB        | 1     | 1             | 27-7          | 9-1      | C                  | Campió          | 1                  | Eurolliga          | Campió                                     |        |        |        |        | F      |
| 2003-04 | 1     | ACB        | 1     | 2             | 23-11         | 9-3      | C                  | Semifinals      | 1                  | Eurolliga          | Segona Fase de Grups                       |        |        |        |        | F      |
| 2004-05 | 1     | ACB        | 5     | 3             | 24-10         | 1-3      | QF                 | Quarts de final | 1                  | Eurolliga          | Segona Fase de Grups                       |        |        | C      |        | C      |
| 2005-06 | 1     | ACB        | 3     | 3             | 24-10         | 3-4      | SF                 | Quarts de final | 1                  | Eurolliga          | Quart                                      |        |        |        |        | F      |
| 2006-07 | 1     | ACB        | 2     | 4             | 23-11         | 7-6      | F                  | Campió          | 1                  | Eurolliga          | Quarts de final (2-1 vs Unicaja Málaga)    |        |        | SF     |        | F      |
| 2007-08 | 1     | ACB        | 2     | 3             | 24-10         | 4-3      | F                  | Quarts de final | 1                  | Eurolliga          | Quarts de final (2-1 vs Maccabi Tel Aviv)  |        |        | SF     |        | SF     |
| 2008-09 | 1     | ACB        | 1     | 2             | 26-6          | 7-2      | C                  | Semifinals      | 1                  | Eurolliga          | Tercer                                     |        |        | SF     |        | F      |
| 2009-10 | 1     | ACB        | 2     | 1             | 31-3          | 5-3      | F                  | Campió          | 1                  | Eurolliga          | Campió                                     |        |        | C      |        | C      |
| 2010-11 | 1     | ACB        | 1     | 1             | 27-7          | 8-0      | C                  | Campió          | 1                  | Eurolliga          | Quarts de final (1-3 vs Panathinaikos)     |        |        | C      |        | C      |
| 2011-12 | 1     | ACB        | 1     | 1             | 29-5          | 8-3      | C                  | Finalista       | 1                  | Eurolliga          | Tercer                                     |        |        | C      |        | C      |
| 2012-13 | 1     | ACB        | 2     | 3             | 23-11         | 7-4      | F                  | Campió          | 1                  | Eurolliga          | Quart                                      |        |        | F      |        | C      |
| 2013-14 | 1     | ACB        | 1     | 3             | 27-7          | 8-3      | C                  | Finalista       | 1                  | Eurolliga          | Tercer                                     |        |        | F      |        | C      |
| 2014-15 | 1     | ACB        | 2     | 2             | 25-9          | 5-5      | F                  | Finalista       | 1                  | Eurolliga          | Quarts de final (1-3 vs Olympiakos)        |        |        | F      |        | C      |
| 2015-16 | 1     | ACB        | 2     | 1             | 29-5          | 6-4      | F                  | Quarts de final | 1                  | Eurolliga          | Quarts de final (3-2 vs Lokomotiv Kuban)   |        |        | C      |        | C      |
| 2016-17 | 1     | ACB        | 6     | 6             | 22-10         | 1-2      | QF                 | Semifinals      | 1                  | Eurolliga          | Onzè                                       |        |        | F      |        | C      |
| 2017-18 | 1     | ACB        | 3     | 3             | 24-10         | 3-4      | SF                 | Campió          | 1                  | Eurolliga          | Tretzè                                     |        |        |        |        | C      |
| 2018-19 | 1     | ACB        | 2     | 2             | 27-7          | 6-3      | F                  | Campió          | 1                  | Eurolliga          | Quarts de final (3-2 vs Efes)              |        |        | SF     |        | F      |
| 2019-20 | 1     | ACB        | 2     | 1*            | 19-4*         | 5-2*     | F                  | Quarts de final | 1                  | Eurolliga          | Suspesa                                    |        |        | F      |        | C      |
| 2020-21 | 1     | ACB        | 1     | 2             | 32-4          | 6-2      | C                  | Campió          | 1                  | Eurolliga          | Finalista                                  |        |        | F      |        | F      |
| 2021-22 | 1     | ACB        | 2     | 1             | 27-7          | 6-4      | F                  | Campió          | 1                  | Eurolliga          | Tercer                                     |        |        | F      |        | F      |
| 2022-23 | 1     | ACB        | 1     | 1             | 29-5          | 8-1      | C                  | Quarts de final | 1                  | Eurolliga          | Quart                                      |        |        | F      |        | C      |
| 2023-24 | 1     | ACB        | 4     | 3             | 23-11         | 2-3      | SF                 | Finalista       | 1                  | Eurolliga          | Quarts de final (2-3 vs Olympiakos)        |        |        | SF     |        | C      |
| 2024-25 | 1     | ACB        | 5     | 5             | 21-13         | 1-2      | QF                 | Quarts de final | 1                  | Eurolliga          | Quarts de final (3-2 vs Monaco)            |        |        | SF     |        | C      |

- La temporada 1961-62 l'equip disputà el Campionat de Catalunya.
- Amb * els resultats de la temporada 2019-20, alterats per la pandèmia de COVID-19 (lliga regular interrumpida, play-offs d'ACB alterats i Eurolliga suspesa).